# Fuldabrück
Fuldabrück é um município da Alemanha, situado no distrito de Kassel, no estado de Hesse. Tem 17,85 km² de área, e sua população em 2019 foi estimada em 5.158 habitantes.